# Kokot (Kolnowice)
Kokot (nazwa oboczna Kolonia Kolnowice, niem. Hahnvorwerk) – przysiółek wsi Kolnowice w Polsce, położony w województwie opolskim, w powiecie prudnickim, w gminie Biała. Należy do sołectwa Kolnowice. Historycznie leży na Górnym Śląsku, na ziemi prudnickiej.
W latach 1975–1998 przysiółek administracyjnie należał do ówczesnego województwa opolskiego.

## Geografia
Kokot położony jest na północny zachód od Kolnowic, przy drodze do Ścinawy Małej.

## Historia
Miejscowość była folwarkiem. W drugiej połowie XIX wieku należała do parafii św. Katarzyny Aleksandryjskiej w Śmiczu. W 1874 Kokot był siedzibą gminy zbiorowej Śmicz (Amtsbezirk Schmitsch).
W 1910 w Kokocie mieszkały 34 osoby. W 1921 w zasięgu plebiscytu na Górnym Śląsku znalazła się tylko część powiatu prudnickiego. Kokot znalazł się po stronie zachodniej, poza terenem plebiscytowym.
Po zakończeniu II wojny światowej w Kokocie mieszkało 13 rodzin. 2 kwietnia 1949 r. nadano miejscowości, wówczas administracyjnie związanej z Kolnowicami, polską nazwę Kokot. Nazywana też Kolonia Kolnowice i Kolonia Kolnowicka. W spisie gromad i miejscowości w powiecie prudnickim na dzień 1 stycznia 1953 wymieniono Kokot jako przysiółek Kolnowic pod nazwą Kogut.
Według podziału administracyjnego województwa opolskiego na dzień 31 sierpnia 1964, Kokot, jako przysiółek Kolnowic, należał do gromady Kolnowice. W 1966 w przysiółku mieszkały 64 osoby. W opracowanej w 1971 przez Powiatowy Inspektorat Statystyczny w Prudniku Statystycznej charakterystyce miejscowości w gromadach powiatu prudnickiego, miejscowość została wymieniona pod nazwami Kokot i Kolonia Kolnowice.
Według danych na 2004 przysiółek był zamieszkany przez 10 osób, a w 2013 mieszkało w nim 9 osób. Część zabudowań miejscowości jest opuszczona.

## Liczba mieszkańców
- 1910 – 34[9]
- 1966 – 64[15]
- 2004 – 10[17]
- 2008 – 10[19]
- 2011 – 9[20]
- 2012 – 6[20]
- 2015 – 5[21]
- 2018 – 4[22]
- 2024 – 4[23]

## Religia
Katolicy z Kokota należą do parafii św. Jana Nepomucena w Kolnowicach (dekanat Biała).